# العلاقات الزيمبابوية النيكاراغوية
العلاقات الزيمبابوية النيكاراغوية هي العلاقات الثنائية التي تجمع بين زيمبابوي ونيكاراغوا.

## مقارنة بين البلدين
هذه مقارنة عامة ومرجعية للدولتين:
| وجه المقارنة                                              | زيمبابوي | نيكاراغوا        |
| --------------------------------------------------------- | --- | ---------------- |
| المساحة (كم2)                                             | 390.76 ألف | 130.38 ألف       |
| عدد السكان (نسمة)                                         | 16.53 مليون | 6.22 مليون       |
| الكثافة السكانية (ن./كم²)                                 | 42.3 | 47.71            |
| العاصمة                                                   | هراري | ماناغوا          |
| اللغة الرسمية                                             | لغة إنجليزية، اللغة الشونا، النديبيلية الشمالية ‏، لغة الشيشيوا، Barwe ‏، Kalanga language ‏، Tshwa language ‏، النداو ‏، اللغة التسونجا، لغة الإشارة الزيمبابوية ‏، اللغة السوتية، تونغا ‏، اللغة التسوانية، اللغة الفيندية، اللغة الكوسية | اللغة الإسبانية  |
| العملة                                                    | دولار أمريكي | كوردبا نيكاراغوا |
| الناتج المحلي الإجمالي (بليون دولار)                      | 17.85 مليار | 13.81 مليار      |
| الناتج المحلي الإجمالي (تعادل القوة الشرائية) بليون دولار | 27.88 مليار | 31.63 مليار      |
| الناتج المحلي الإجمالي الاسمي للفرد دولار أمريكي          | 924 | 2.09 ألف         |
| الناتج المحلي الإجمالي للفرد دولار أمريكي                 | 1.79 ألف | 4.92 ألف         |
| مؤشر التنمية البشرية                                      | 0.509 | 0.631            |
| رمز المكالمات الدولي                                      | +263 | +505             |
| رمز الإنترنت                                              | .zw | .ni              |
| المنطقة الزمنية                                           | ت ع م+02:00 | 00               |

## منظمات دولية مشتركة
يشترك البلدان في عضوية مجموعة من المنظمات الدولية، منها:
| علم المنظمة | اسم المنظمة                               | تاريخ انضمام زيمبابوي | تاريخ انضمام نيكاراغوا |
| ----------- | ----------------------------------------- | --------------------- | ---------------------- |
|             | مؤسسة التنمية الدولية                     | 29 سبتمبر 1980        | 30 ديسمبر 1960         |
|             | الأمم المتحدة                             | 25 أغسطس 1980         | 24 أكتوبر 1945         |
|             | منظمة التجارة العالمية                    | ?                     | ?                      |
|             | منظمة الشرطة الجنائية الدولية             | ?                     | ?                      |
|             | المركز الدولي لتسوية المنازعات الاستشارية | 19 يونيو 1994         | 19 أبريل 1995          |
|             | الاتحاد الدولي للاتصالات                  | 10 فبراير 1981        | 12 مايو 1926           |
|             | البنك الدولي للإنشاء والتعمير             | 29 سبتمبر 1980        | 14 مارس 1946           |
|             | الاتحاد البريدي العالمي                   | ?                     | ?                      |
|             | منظمة حظر الأسلحة الكيميائية              | ?                     | ?                      |
|             | مؤسسة التمويل الدولية                     | 29 سبتمبر 1980        | 20 يوليو 1956          |
|             | وكالة ضمان الاستثمار متعدد الأطراف        | 10 أبريل 1992         | 12 يونيو 1992          |
|             | يونسكو                                    | 22 سبتمبر 1980        | 22 فبراير 1952         |

## وصلات خارجية
- موقع وزارة الخارجية الزيمبابوية
- موقع وزارة الخارجية النيكاراغوية